# Paul Haffner
Paul Haffner (* 17. Juni 1905 in Beauregard, Thionville; † 12. Oktober 2001 in Merzig) war ein deutscher Botaniker, Lehrer und Naturschützer. Er gilt als einer der bedeutendsten floristischen Forscher des Saarlandes und war Mitautor des ersten Gesamtwerks zur Verbreitung der Gefäßpflanzen im Saarland. Er wurde 1984 mit der Ehrendoktorwürde der Universität des Saarlandes für sein wissenschaftliches Gesamtwerk ausgezeichnet.

## Leben
Haffner wurde als drittes von sechs Kindern in Lothringen geboren. Nach dem Ersten Weltkrieg siedelte seine Familie als deutsche Staatsangehörige nach Merzig über. Er studierte Biologie, Chemie und Physik an den Universitäten Bonn, München und Münster und schloss 1931 sein Studium mit dem Staatsexamen ab.
Nach dem Zweiten Weltkrieg kehrte er 1946 aus der Kriegsgefangenschaft zurück und unterrichtete bis 1973 am Gymnasium in Merzig. Neben der schulischen Tätigkeit war er auch Dozent an der Volkshochschule sowie an der Pädagogischen Hochschule des Saarlandes.

## Wissenschaftliches Werk
Haffner veröffentlichte über 60 wissenschaftliche Arbeiten zur Floristik, Vegetationskunde und Pflanzengeografie im Saar-Mosel-Raum. Er war Mitautor des Atlas der Gefäßpflanzen des Saarlandes (1979) und Autor des umfangreichen Werkes Geobotanische Untersuchungen im Saar-Mosel-Raum (1990).
Seine Arbeiten fanden überregionale Beachtung und wurden unter anderem in der Illustrierten Flora von Mitteleuropa zitiert.
Zu Haffners Schwerpunkten zählten die Phänologie und die Vegetationskartierung. Besonderes Augenmerk legte er auf Magerrasen, Orchideenstandorte und Feuchtwiesen. Seine Fundortdokumentationen galten als besonders präzise und wurden vielfach als Grundlage für Schutzgebietsausweisungen herangezogen.

## Engagement im Naturschutz
Bereits ab 1934 arbeitete Haffner mit dem damaligen saarländischen Landesbeauftragten für Naturschutz, Walter Kremp, zusammen. Von 1947 bis 1970 war er ehrenamtlicher Kreisbeauftragter für Naturschutz im Landkreis Merzig-Wadern. In dieser Funktion war er an der Ausweisung zahlreicher Natur- und Landschaftsschutzgebiete beteiligt. Auf seine Initiative geht u. a. die Ausweisung des Nackbergs als Naturschutzgebiet im Jahr 1939 zurück.
Paul Haffner war bis ins hohe Alter aktiv in der Feldforschung tätig. Noch in seinem neunten Lebensjahrzehnt führte er eigenständig pflanzenkundliche Erhebungen durch, kartierte Vegetationsbestände und stand Fachbehörden beratend zur Seite. Aufgrund seines umfassenden botanischen Wissens wurde er von Fachkollegen gelegentlich als „wandelndes Florenarchiv des Saarlandes“ bezeichnet.

## Ehrungen
- 1972: Ehrennadel in Gold des Deutschen Imkerbundes
- 1974: Bundesverdienstkreuz am Bande
- 1980: Silberpflanze der Loki-Schmidt-Stiftung zum Schutz bedrohter Pflanzen
- 1984: Ehrendoktorwürde (Dr. h. c.) der Philosophischen Fakultät der Universität des Saarlandes für sein wissenschaftliches Gesamtwerk
- Namensgeber der Réserve Paul Haffner in Montenach (Frankreich)[1]

## Paul-Haffner-Naturschutzmedaille
Im Jahr 2020 stiftete das saarländische Ministerium für Umwelt, Klimaschutz, Mobilität, Agrar und Verbraucherschutz die Paul-Haffner-Naturschutzmedaille. Mit der Namensgebung soll Paul Haffners Wirken für den Naturschutz im Saarland gewürdigt und dauerhaft in Erinnerung gehalten werden.
Diese Auszeichnung wird jährlich um den 12. Oktober, dem Todestag Haffners, an Personen oder Gruppen verliehen, die sich durch langjähriges, ehrenamtliches Engagement im Natur- und Artenschutz im Saarland verdient gemacht haben. Vorschläge können u. a. von Naturschutzverbänden, Gemeinden oder Privatpersonen eingereicht werden. Die Entscheidung trifft eine Jury unter Vorsitz der Umweltministerin.

## Werke (Auswahl)
Paul Haffner veröffentlichte zahlreiche floristische und naturschutzfachliche Beiträge, vor allem zur Flora des Saarlandes und angrenzender Gebiete. Zu seinen wichtigsten Veröffentlichungen zählen:
- Paul Haffner, Erhard Sauer, Peter Wolff: Atlas der Gefäßpflanzen des Saarlandes. Saarbrücken 1979.
- Paul Haffner: Geobotanische Untersuchungen im Saar-Mosel-Raum. Abh. Delattinia 18, Saarbrücken 1990.
- Paul Haffner: Zur Flora von Merzig. Abh. Delattinia 4, Saarbrücken 1950.
- Paul Haffner: Zur Flora des Kreises Merzig. Abh. Delattinia 6, Saarbrücken 1954.
- Paul Haffner: Die Pflanzenwelt zwischen Saar und Mosel. Saarheimat 7, Saarbrücken 1963.
- Paul Haffner: Zur Ausbreitung der Pflanzenarten in Schutzgebieten des Saarlandes. Abh. Delattinia 16, Saarbrücken 1972.
- Paul Haffner: Verbreitung seltener Pflanzenarten im Saar-Nahe-Bergland. Abh. Delattinia 19, Saarbrücken 1979.
- Paul Haffner: Zur Flora des Saargaus. Abh. Delattinia 22, Saarbrücken 1986.